# Mormonia aspasia
Mormonia aspasia är en fjärilsart som beskrevs av Otto Staudinger 1896. Mormonia aspasia ingår i släktet Mormonia och familjen nattflyn. Inga underarter finns listade i Catalogue of Life.